# Andrew Tarbell
Andrew Tarbell (Mandeville, 7 ottobre 1993) è un calciatore statunitense, portiere degli Houston Dynamo.

## Carriera
Ha esordito in MLS il 28 agosto 2016 con la maglia del S.J. Earthquakes in occasione dell'incontro perso 2-0 contro il Columbus Crew.

## Palmarès

### Club

#### Competizioni nazionali
- Campionato MLS: 1

Columbus Crew: 2020
- Lamar Hunt U.S. Open Cup: 1

Houston Dynamo: 2023